# 川村和嘉治
川村 和嘉治（かわむら わかじ、1901年（明治34年）2月21日 - 1968年（昭和43年）2月19日、満66歳没）は日本の政治家。高知県知事を務めた。

## 生涯
高知県長岡郡本山町出身。1930年京都帝国大学農学部卒業。1947年（昭和22年）の第1回高知県知事選挙に出馬し当選。およそ半年後の1947年（昭和22年）7月25日に公職追放が決定し、解職。追放解除後の1951年（昭和26年）に国民民主党、日本社会党、社会革新党の推薦を得て、現職の桃井直美を約2万票の差で破り当選。1955年（昭和30年）まで再び知事を務めた。1955年の高知県知事選挙では新人の増渕増巳に敗れて知事を退任。知事退任後の1958年（昭和33年）の第28回衆議院議員総選挙で無所属で立候補したが落選した。1968年（昭和43年）2月19日、脳軟化症のため66歳で死去。